# Финал Кубка Англии по футболу 1927
Финал Кубка Англии по футболу 1927 года стал 52-м финалом старейшего футбольного турнира в мире, Кубка Англии. Матч состоялся 23 апреля 1927 года на стадионе «Уэмбли» в Лондоне и завершился со счетом 1:0 в пользу «Кардифф Сити»

## Отчёт о матче
| Кардифф Сити | 1:0     | Арсенал |
| ------------ | ------- | ------- |
| Фергюсон 74′ | (отчёт) |         |

| Кардифф Сити | Арсенал |